# Egbert van Luik
Egbert van Luik, in het Latijn Ecbertus Leodiensis (ca. 972 – na 1023) was een diaken en leraar aan een Luikse school (niet met zekerheid de beroemde kathedraalschool). Hij onderwees het trivium, d.w.z. de taalvakken grammatica, logica en retorica, en is de auteur van de verzameling spreuken en verhalen Fecunda ratis ("Het rijk beladen schip"), opgedragen aan zijn jeugdvriend Adalbold.

## Fecunda ratis
Het boek, geschreven rond 1023, was de neerslag van zijn lange ervaring als docent. Naast ontleningen uit de antieke en christelijke literatuur, bevat het talrijke levenswijsheden, anekdotes en vertellingen die hij overnam uit de volkstaal. Deze gebruikte hij omdat de leerlingen ze al kenden, zodat ze zich konden concentreren op het Latijn.
Het werk presenteert zich als een 'schip' voor de vaart door het leven. Het bestaat volledig uit hexameters en is verdeeld in een langere "voorplecht" (prora) van 1768 verzen, en een korter "achtersteven" (puppis) bestaande uit 605 verzen. Als een spitse boeg begint de prora met onafhankelijke, individuele verzen, die vaak moeilijk te begrijpen zijn vanwege hun beknoptheid. Daarna volgen dubbelverzen en meerregelige teksten met een bonte mengeling van fabels en kluchten, leefregels en vermaningen. Een burleske gaat over de intrede van de held Walterus in het klooster, mogelijk geïnspireerd op het Waltharius-epos. In het tweede boek, op het voor de stuurman bestemde 'steven', voert bijbels materiaal de boventoon, evenals de verhalen en uitleggingen van de kerkvaders. 
Het werk van Egbert is bewaard gebleven in een enkel middeleeuws manuscript, Codex 196 van de Dombibliotheek van Keulen. Kennelijk kon het zich – mee door het onhandige taalgebruik – niet handhaven in de concurrentie met oudere fabelboeken als dat van Avianus. Niettemin getuigt het van een sympathieke, humane leraarspersoonlijkheid. Het is een waardevolle bron voor de middeleeuwse lespraktijken en volksverhalen.

## Een meisje dat gered werd van wolvenjongen
Tussen het overwegend christelijke materiaal van de puppis staat ook een wolvenkindverhaal uit de orale overlevering.  Hoewel Egbert het op een christelijke manier interpreteert, wordt het beschouwd als het oudste bewijs van het Roodkapje-motief (2.472-485 – vert. Mark Nieuwenhuis): 
Wat ik nu ga vertellen, is bekend uit volksverhalen
en is niet minder wonderbaarlijk dan volkomen waar.
Een man hief eens een meisje uit het godgewijde doopvont
en gaf haar toen een manteltje, van rode wol geweven.
De doopdag van dit meisje was het heilige pinksterfeest.
Het meisje, vijf jaar oud nu, ging van huis, zodra het licht was,
uit wandelen zonder voor zichzelf of voor gevaar te vrezen.
Een wolf besprong haar, nam haar mee het bos in naar zijn hol
en liet daar deze buit als maaltijd achter bij zijn welpen.
Ze vielen dadelijk aan, maar niet in staat om haar te deren
begonnen ze haar hoofd te strelen - weg was al hun wildheid.
‘Ach knagers,’ sprak het kleine meisje toen, ‘verscheur toch niet
dit jurkje dat ik van mijn peter kreeg toen ik gedoopt werd!’
Verkilde zielen worden door hun Schepper, God, vermurwd.

## Uitgaven
- Ernst Voigt (red.), Egberts von Lüttich Fecunda ratis, Halle an der Saale, 1889
- Egbert of Liège, The Well-Laden Ship, vert. Robert Gary Babcock, 2013. ISBN 0674051270 (Latijns-Engelse editie)